# Schasu
Schasu ist eine in altägyptischen Texten des zweiten Jahrtausends v. Chr. vorkommende Bezeichnung für eine Gruppe asiatischer Halbnomaden.

## Etymologie des Namens
Das Wort „Schasu“ (Š3sw) leitet sich aus der ägyptischen Verbalwurzel š3ś ab, die die Bedeutung ‚durchqueren, ziehen, wandern‘ hat. Als Lehnwort des ägyptischen š3s wird das hebräische Verb שׁסה (šasah) ‚(aus)plündern‘ (woraus das Substantiv מְשִׁסָּה mešissāh ‚Plünderung‘) mit seinen Varianten שׁשׂה (šaśah) und שׁסס (šasas) betrachtet, das wiederum mit dem ein Mal in ugaritischen Texten vorkommenden Verb ṯšj – mit derselben Bedeutung – in Verbindung gebracht wird. Nicht gesichert ist eine Verbindung zwischen dem ägyptischen š3sw / š3s und dem in keilschriftlichen Texten bezeugten Sutu, das auch eine Bezeichnung für nomadische Gruppierungen war.

## Die Schasu in ägyptischen Dokumenten
Erstmals erwähnt werden die Schasu in einem Bericht des Generals Ahmose Pennechbet anlässlich eines Feldzugs gegen die Schasu-Beduinen unter Pharao Thutmosis II. Auf einer Stele aus Memphis aus der Zeit Amenophis II. wird über die Gefangennahme von „15.020 lebenden Schasu-Beduinen“ bei seinem zweiten „Retjenu-Feldzug“ berichtet, der Amenophis II. bis in das Gebiet der Hurriter führte. In diesem Zusammenhang wurde in der gleichen Region auf seinem „ersten Retenu-Feldzug“ das Land Edom (mit Zusatz: Schamasch) in der Nähe von Qatna am Orontes genannt.

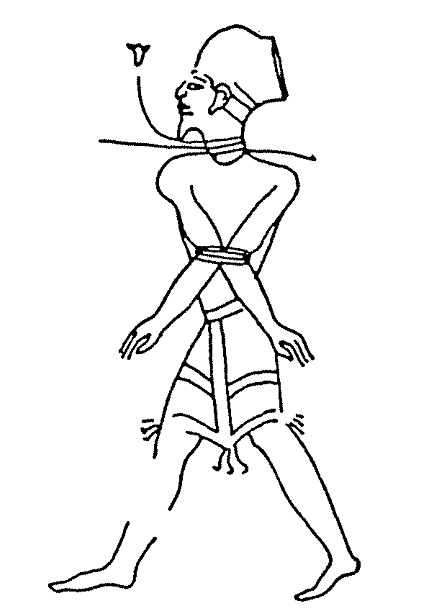
Darstellung eines gefangenen Schasu in Medinet Habu.

In dem Relief von Sethos I. im Karnak-Tempel werden die Gründe des militärischen Vorgehens gegen die Schasu im nördlichen Sinai angegeben:
Die feindlichen Schasu planen eine Rebellion. Ihre Stammesführer haben sich an einem Ort versammelt, an den Vorbergen in Chor, und machen Aufruhr und Getümmel. Jeder von ihnen tötet seinen Mitbruder. Sie beachten nicht das Gesetz des Palastes.
Das Relief stellt eine Massendeportation von Schasu aus der Sinai-Halbinsel und aus dem südlichen Palästina nach Ägypten dar, wo sie vermutlich arbeiten sollten.
Unter Ramses II. wurden Schasu-Beduinen kurz vor Beginn der Schlacht bei Kadesch festgenommen. Ein Brief eines Grenzbeamten unter Sethos II. berichtet im Papyrus Anastasi VI erneut von ihnen, diesmal jedoch in friedlicher Schilderung:
Die Schasu-Stämme aus Edom (š3św n jdwm) passierten die Festung Merenptah in Tjeku, um bei den Teichen des Atumtempels ihr Vieh weiden zu lassen. Ich habe sie am Tag des Geburtstags von Seth (3. Heriu-renpet) zu dem Ort gebracht, wo sich auch bereits die anderen Schasu-Stämme aufhalten, die vor Tagen die Festung des Merenptah passierten.
Ob es sich um das Edom im Bereich der Sinai-Halbinsel oder um das Edom in der Nähe von Qatna handelt, bleibt unklar. Schon kurze Zeit später erfolgte unter Ramses III. die Erwähnung einer kriegerischen Auseinandersetzung mit den Schasu, da er sich den Titel „Bezwinger der Schasu“ gab. Ebenfalls negativ ist die Beurteilung im Papyrus Anastasi I, in welchem Reisende vor der Gefahr durch die Schasu gewarnt werden:
… Der schmale Pfad ist gefährlich, weil dort Schasu sich unter den Büschen verstecken. (Sie) haben grimmige Gesichter. Sie sind feindlich.
Von Seiten einiger Bibelhistoriker ist die Auffassung vertreten worden, dass Schasu eine ägyptische Unterscheidung wiedergebe, wonach dieser Name die südlich der Linie von Rafah zum Toten Meer umherziehenden Nomaden bezeichne, während die Gruppierungen nördlich davon Apiru genannt worden seien, wovon sich Hebräer ableite. Nicolas Grimal lokalisiert das Land der Schasu südöstlich vom See Genezareth. Die genaue Lokalisierung der Schasu-Stämme bleibt trotz dieser Versuche jedoch weitgehend offen, da Schasu-Stämme an verschiedenen Orten zwischen Qatna und der Sinai-Halbinsel angetroffen wurden. Ebenso ist die Hypothese einer Verlagerung des Siedlungsgebietes derzeit nicht zu beweisen.

## Schasu-Land Jahu
Eine zuerst im Tempel von Soleb unter Amenophis III. bezeugte Ortsliste, die um 1380 v. Chr. datiert wird, führt die Bezeichnung „Schasu-Land Yhw“ in Zusammenhang mit weiteren Ortsnamen des Edomitischen Berglandes. Der Begriff ist nochmals in zwei Ortsnamenlisten unter Ramses II. in Amara-West und Akscha belegt. Diese Bezeichnung, die vorwiegend als Ortsname aufgefasst wird, ist in Verbindung mit dem hebräischen Gottesnamen JHWH gebracht worden.
Einige Interpreten haben darin eine Anspielung auf eine „halbnomadisch lebende ‚JHW-Gruppe‘“ gesehen, die eine Rolle im Auszug aus Ägypten und in den Ursprüngen Israels gespielt haben soll, und Yhw als „Name des Stammesgottes dieser (midianitischen) Schasu-Gruppe“ betrachtet.